# Scandix chilensis
Scandix chilensis är en flockblommig växtart som beskrevs av Juan Ignacio Molina. Scandix chilensis ingår i släktet nålkörvlar, och familjen flockblommiga växter. Inga underarter finns listade i Catalogue of Life.